# طواف لانكاوي 1999
طواف لانكاوي 1999 هو سباق دراجات هوائية أقيم بتاريخ 3–14 فبراير 1999، تكون السباق من 12 مرحلة وامتدّ لمسافة 1903.3 كم بسرعة 40.69 كم/س، استغرق السباق 46 ساعة 56 دقيقة 18 ثانية.